# Ciudad deportiva de Lanzarote
La ciudad deportiva de Lanzarote, antiguo estadio Avendaño Porrúa, es una instalación deportiva situada en la ciudad de Arrecife, en las Canarias perteneciente al Cabildo Insular de Lanzarote. El campo de fútbol fue inaugurado en 1968 y cuenta con capacidad para 7000 espectadores, ampliable a 12 000 con la instalación de gradas supletorias y con césped artificial de última generación, homologado por la FIFA.
En él disputan sus partidos tanto el Club Deportivo Orientación Marítima como la Unión Deportiva Lanzarote. Además cuenta con pistas descubiertas de atletismo, gimnasio y pabellones cubiertos en los que se practica bádminton, squash, tenis, baloncesto, balonmano, pádel o lucha canaria entre otros deportes. La Ciudad Deportiva acoge anualmente el Torneo de San Ginés.